# Cozy Little Christmas
Cozy Little Christmas – piosenka bożonarodzeniowa, wykonana przez amerykańską piosenkarkę Katy Perry. Wydano ją 15 listopada 2018 roku ekskluzywnie na Amazon Music. 1 listopada 2019 wydano ją na innych platformach do słuchania muzyki, a 2 grudnia opublikowano teledysk do tego singla. Piosenka została napisana przez Perry, Grega Wellsa i Ferrasa Alqaisi.

## Geneza i wydanie
Piosenka jest o świętach, które piosenkarka spędziła z rodziną, w Kopenhadze w 2017 roku, a przesłaniem piosenki jest to, że miłość i atmosfera świąt są ważniejsze niż prezenty. Jest to jej druga świąteczna piosenka po „Every Day Is a Holiday”.
Piosenkarka zapowiedziała wydanie piosenki na Twitterze 14 listopada 2018 roku. „Cozy Little Christmas” wydano ekskluzywnie na Amazon Music następnego dnia. 5 dni później, na oficjalnym kanale piosenkarki w serwisie YouTube, dodano 45-sekundowy urywek piosenki. 1 listopada 2019 roku piosenka została wydana na wszystkich platformach do słuchania muzyki.

## Teledysk
1 grudnia 2019 roku Katy Perry opublikowała za pośrednictwem Instagrama oraz Twittera urywek teledysku do „Cozy Little Christmas”. Teledysk, wyreżyserowany przez duo WATTS, opublikowano jeden dzień później. W teledysku Katy gra prawą rękę Świętego Mikołaja – Merry Perry. Oboje spędzają czas na odpoczywanie przy basenie, masaże lub tańczenie. Katy nosi różne peruki w tym teledysku, w tym jedną z bombkami wkręconymi we włosy. W jednej ze scen piosenkarka ma czarną perukę i pływa w dużym kieliszku z białym trunkiem.

## Odbiór

### Krytyczny
Mike Wass z blogu Idolator nazwał piosenkę „słodką, chwytliwą i całkowicie uroczą” i uznał, że „radosny bebop jest pełny szacunku i zabawny, jak pewnie sądziliście.” Marina Pedrosa z magazynu Billboard napisała, że „wokal Perry jest aksamitny, jakby śpiewała uroczysty tekst.”
Zac Gelfand z Consequence of Sound napisał, że „Cozy Little Christmas” jest „idealnym ktokiem w tył i głębokim wdechem” dla Perry oraz dodał, że piosenka jest „prostą, żywą, świąteczną, miłosną piosenką (…)”. Madeline Roth, pisząca dla MTV News, pochwaliła „bąbelkowy pop” jako „przemiły”, dodając że „ten uroczysty utwór będzie cieszył się dużą popularnością.”

### Komercyjny
W Stanach Zjednoczonych „Cozy Little Christmas” pojawiło się na liście Billboard Adult Contemporary, na 10. pozycji. Jest to 9 piosenka Perry, która dotarła do pierwszej dziesiątki na tej liście oraz jest taką pierwszą od „Dark Horse”. Później piosenka dotarła do 1. pozycji na tej liście. Na liście Billboard Hot 100 utwór zadebiutował na 68. pozycji, lecz tydzień później uplasował się na 53. miejscu. Utwór również uplasował się w amerykańskich notowaniach Holiday 100, na 35. miejscu, oraz Adult Top 40 na miejscu 37.
„Cozy Little Christmas” zadebiutowało na 85. miejscu w brytyjskim notowaniu UK Singles Chart, a po dwóch tygodniach uplasowało się na 23. pozycji. W Chorwacji piosenka uplasowała się na 79. miejscu w ogólnym airplayu oraz 20. miejscu w światęcznym airplayu.

## Lista utworów
| Digital download | Digital download        | Digital download |
| Nr               | Tytuł utworu            | Długość          |
| ---------------- | ----------------------- | ---------------- |
| 1.               | „Cozy Little Christmas” | 3:02             |
|                  |                         | 3:02             |

## Personel
- Katy Perry – wokalistka, wokalistka wspierająca, tekściarka, kompozytorka
- Greg Wells – tekściarz, kompozytor, producent, mikser, basista, czelesta, harfista, kotły, perkusista, pianista, personel studia
- Ferras Alqaisi – tekściarz, kompozytor, wokalista wspierający
- Al Schmitt – inżynier dźwięku, personel studia
- Ian MacGregor – inżynier dźwięku, personel studia
- Brian Lucey – inżynier masteringu, personel studia

Źródło:.

## Notowania
| Terytorium        | Notowanie (2018-19) | Najwyższa pozycja | Przypis |
| ----------------- | ------------------- | ----------------- | ------- |
| Chorwacja         | Airplay             | 79                | [ 22 ]  |
| Chorwacja         | Christmas Airplay   | 20                | [ 23 ]  |
| Stany Zjednoczone | Billboard Hot 100   | 53                | [ 26 ]  |
| Stany Zjednoczone | Adult Contemporary  | 1                 | [ 16 ]  |
| Stany Zjednoczone | Adult Top 40        | 37                | [ 19 ]  |
| Stany Zjednoczone | Holiday 100         | 35                | [ 18 ]  |
| Wielka Brytania   | UK Singles          | 23                | [ 21 ]  |

| Terytorium        | Notowanie (2019)   | Pozycja | Przypis |
| ----------------- | ------------------ | ------- | ------- |
| Stany Zjednoczone | Adult Contemporary | 43      | [ 27 ]  |

## Historia wydania
| Obszar     | Data              | Format                                | Wytwórnia | Przypis |
| ---------- | ----------------- | ------------------------------------- | --------- | ------- |
| Cały świat | 15 listopada 2018 | digital download                      | Capitol   | [ 24 ]  |
| Cały świat | 1 listopada 2019  | digital download · media strumieniowe | Capitol   | [ 5 ]   |